# Chế độ ăn Địa Trung Hải
Chế độ ăn Địa Trung Hải là chế độ ăn kiêng lấy cảm hứng từ thói quen ăn uống của Hy Lạp và Ý vào những năm 1960. Các khía cạnh chính của chế độ ăn kiêng này bao gồm tiêu thụ tương đối cao dầu ô liu, các loại đậu, ngũ cốc chưa tinh chế, trái cây, và rau, tiêu thụ cá từ trung bình đến cao, tiêu thụ vừa phải các sản phẩm từ sữa (chủ yếu là phô mai và sữa chua), tiêu thụ rượu vang vừa phải và tiêu thụ ít các sản phẩm thịt không phải từ cá.
Có một số bằng chứng cho thấy chế độ ăn Địa Trung Hải làm giảm nguy cơ mắc bệnh tim và tử vong sớm, mặc dù một đánh giá năm 2019 xác định rằng bằng chứng vẫn còn chất lượng thấp và không chắc chắn. Dầu ô liu có thể là phần thúc đẩy sức khỏe chính của chế độ ăn kiêng này. Có bằng chứng sơ bộ rằng tiêu thụ dầu ô liu thường xuyên cũng có thể làm giảm tỷ lệ tử vong do mọi nguyên nhân và nguy cơ ung thư, bệnh tim mạch, thoái hóa thần kinh và một số bệnh mãn tính.
Chế độ ăn Địa Trung Hải, theo định nghĩa của các chuyên gia dinh dưỡng, có mối liên hệ lỏng lẻo với các tập quán văn hóa mà UNESCO liệt kê năm 2010 dưới tiêu đề "Chế độ ăn Địa Trung Hải" trong Danh sách đại diện của Di sản văn hóa phi vật thể của nhân loại: "tập hợp các kỹ năng, kiến thức, nghi lễ, biểu tượng và truyền thống liên quan đến cây trồng, thu hoạch, đánh bắt, chăn nuôi, bảo tồn, chế biến, nấu ăn, và đặc biệt là chia sẻ và tiêu thụ thực phẩm ", không phải là một bộ thực phẩm cụ thể. Các quốc gia có chế độ ăn này gồm Ý, Tây Ban Nha, Bồ Đào Nha, Maroc, Hy Lạp, Síp và Croatia.

## Ảnh hưởng sức khỏe
Một đánh giá năm 2017 đã tìm thấy bằng chứng cho thấy thực hành chế độ ăn Địa Trung Hải có thể dẫn đến giảm nguy cơ bệnh tim mạch, tổng thể ung thư, bệnh thoái hóa thần kinh, bệnh tiểu đường và chết sớm. Một đánh giá năm 2018 cho thấy thực hành chế độ ăn Địa Trung Hải có thể cải thiện tình trạng sức khỏe tổng thể, như giảm nguy cơ mắc các bệnh không lây nhiễm, giảm tổng chi phí sinh hoạt và giảm chi phí cho quốc gia chăm sóc y tế. 
Một đánh giá năm 2016 cho thấy giảm cân tương tự như chế độ ăn kiêng khác.

### Bệnh tim
Một năm 2013 tổng quan Cochrane đã tìm thấy bằng chứng hạn chế rằng chế độ ăn Địa Trung Hải có lợi cho các yếu tố nguy cơ tim mạch. Một phân tích tổng hợp vào năm 2013 đã so sánh Địa Trung Hải, thuần chay, ăn chay, chỉ số đường huyết thấp, ít carbohydrate, chất xơ cao và chế độ ăn giàu protein với chế độ ăn kiêng kiểm soát. Nghiên cứu kết luận rằng Địa Trung Hải, ít carbohydrate, chỉ số đường huyết thấp và chế độ ăn giàu protein có hiệu quả trong việc cải thiện các dấu hiệu nguy cơ mắc bệnh tim mạch và tiểu đường, trong khi có bằng chứng hạn chế về tác dụng của chế độ ăn chay đối với việc kiểm soát đường huyết và mức độ lipid không liên quan đến giảm cân. Tuy nhiên, các đánh giá đầu năm 2016 đã thận trọng hơn: Những lo ngại đã được đặt ra về chất lượng của các đánh giá hệ thống được thực hiện trước đó và phân tích tổng hợp xem xét tác động của chế độ ăn Địa Trung Hải đối với các yếu tố nguy cơ tim mạch, người ta nhận thấy cần thiết phải nghiên cứu tiêu chuẩn hóa hơn nữa, và bằng chứng về việc ngăn ngừa bệnh mạch máu bằng chế độ ăn Địa Trung Hải đã được tìm thấy là "hạn chế và rất khác nhau". Các đánh giá mới hơn đã đưa ra kết luận tương tự về khả năng của chế độ ăn Địa Trung Hải để cải thiện các yếu tố nguy cơ tim mạch như huyết áp cao và các bệnh tim mạch khác.
Chế độ ăn Địa Trung Hải thường được trích dẫn là có lợi cho việc ít chất béo bão hòa và cao chất béo không bão hòa đơn và chất xơ ăn kiêng. Một trong những lời giải thích chính được cho là ảnh hưởng sức khỏe của dầu ô liu có trong chế độ ăn Địa Trung Hải. Dầu ô liu chứa chất béo không bão hòa đơn, đáng chú ý nhất là oleic acid, đang được nghiên cứu lâm sàng vì lợi ích sức khỏe tiềm năng của nó. Hội đồng Cơ quan an toàn thực phẩm châu Âu về các sản phẩm dinh dưỡng, dinh dưỡng và dị ứng đã phê duyệt các yêu cầu sức khỏe đối với dầu ô liu, để bảo vệ bởi polyphenol chống lại quá trình oxy hóa lipid máu 
và cho sự đóng góp vào việc duy trì nồng độ LDL-cholesterol trong máu bình thường bằng cách thay thế chất béo bão hòa trong chế độ ăn bằng axit oleic 
(Quy định của Ủy ban (EU) 432/2012 ngày 16 tháng 5 năm 2012). Một phân tích tổng hợp năm 2014 đã kết luận rằng việc tiêu thụ dầu ô liu tăng cao có liên quan đến việc giảm nguy cơ tử vong do mọi nguyên nhân, biến cố tim mạch và đột quỵ, trong khi các axit béo không bão hòa đơn có nguồn gốc động vật và thực vật hỗn hợp không cho thấy tác dụng đáng kể.

### Bệnh tiểu đường
Năm 2014, hai phân tích tổng hợp cho thấy chế độ ăn Địa Trung Hải có liên quan đến việc giảm nguy cơ mắc bệnh tiểu đường loại 2, những phát hiện tương tự như đánh giá năm 2017.

### Ung thư
Một phân tích tổng hợp năm 2008 đã phát hiện ra rằng tuân thủ nghiêm ngặt chế độ ăn Địa Trung Hải có liên quan đến việc giảm nguy cơ tử vong do ung thư 6%. Một đánh giá năm 2017 cho thấy tỷ lệ ung thư giảm.
Một đánh giá hệ thống và phân tích tổng hợp năm 2014 khác cho thấy rằng việc tuân thủ chế độ ăn Địa Trung Hải có liên quan đến việc giảm nguy cơ tử vong do ung thư. Có bằng chứng sơ bộ rằng tiêu thụ dầu ô liu thường xuyên có thể làm giảm nguy cơ phát triển ung thư.

### Khả năng nhận thức

Quét não theo chế độ ăn Địa Trung Hải (trái) cho thấy tác động của chế độ ăn dựa trên rau đối với tâm thất, chất trắng và khối lượng của não so với quét não bình thường (phải).

Một đánh giá có hệ thống năm 2016 cho thấy mối quan hệ giữa việc tuân thủ nhiều hơn với chế độ ăn Địa Trung Hải và hiệu suất nhận thức tốt hơn; Không rõ mối quan hệ này có phải là nguyên nhân không.
Theo một tổng quan hệ thống năm 2013, việc tuân thủ chế độ ăn Địa Trung Hải nhiều hơn có liên quan đến nguy cơ bệnh Alzheimer và suy giảm nhận thức chậm hơn. Một tổng quan hệ thống năm 2013 khác đã đưa ra kết luận tương tự, và cũng tìm thấy mối liên hệ tiêu cực với nguy cơ tiến triển từ suy giảm nhận thức nhẹ sang Alzheimer, nhưng thừa nhận rằng chỉ có một số ít nghiên cứu được thực hiện về chủ đề này.

### Rối loạn trầm cảm chủ yếu
Có một mối tương quan giữa việc tuân thủ chế độ ăn uống lành mạnh, như chế độ ăn Địa Trung Hải và nguy cơ trầm cảm thấp hơn. Các nghiên cứu về những tương quan này được thực hiện, là quan sát và không chứng minh được nguyên nhân và kết quả.

### Gluten
Vì chế độ ăn Địa Trung Hải thường bao gồm các sản phẩm có chứa gluten như mì ống và bánh mì, việc sử dụng chế độ ăn uống ngày càng tăng có thể góp phần vào tốc độ gia tăng của rối loạn liên quan đến gluten.